# Oliviero
Oliviero  è un nome proprio di persona italiano maschile.

## Varianti
- Alterati: Oliverio, Olivero, Olivieri[1], Uliviero
  - Ipocoristici: Livieri, Liviero, Vieri[1], Viero
- Femminili: Oliviera[3], Olivera
  - Ipocoristici: Liviera, Vera, Viera

### Varianti in altre lingue
- Catalano: Oliveri[4]
- Ceco: Oliver[2]
- Croato: Oliver[2]
  - Femminili: Olivera[2]
- Danese: Oliver[2]
- Estone: Oliver[2]
- Finlandese: Oliver[2]
- Francese: Olivier[2][5]
- Inglese: Oliver[2][5]
  - Ipocoristici: Oli[2], Ollie[2]

- Irlandese: Oileabhéar
- Latino: Oliverius[1]
- Lettone: Olivers
- Macedone: Оливер (Oliver)[2]
  - Femminili: Оливера (Olivera)[2]
- Medio inglese: Oliver
  - Ipocoristici: Noll[2]
- Norvegese: Oliver[2]
- Olandese: Olivier[2]
- Polacco: Oliwier[2]

- Serbo: Оливер (Oliver)[2]
  - Femminili: Оливера (Olivera)[2]
- Slovacco: Oliver[2]
- Spagnolo: Oliverio[4]
- Svedese: Oliver[2]
- Tedesco: Oliver[2]
- Ungherese: Olivér[2]

## Origine e diffusione
Continua il nome medievale Oliviero, a sua volta da Olivier, una forma normanna di nomi quali il germanico Alfher (da cui Alvaro) o il norreno Áleifr (da cui Olaf), alterati per assonanza con il latino oliva.
Dal punto di vista storico, il nome Oliviero si diffuse nell'Europa occidentale durante il Medioevo grazie alla fama dell'epica cavalleresca e, in particolar modo, della Chanson de Roland, dove Oliviero è il nome di un amico e consigliere di Orlando. In Inghilterra si rarefece dopo il XVII secolo a causa di Oliver Cromwell, il militare che governò il paese in seguito alla guerra civile: venne riportato in voga nel XIX secolo, in parte grazie al romanzo di Charles Dickens Oliver Twist.
Il nome Olivia potrebbe essere un derivato di Oliviero, ma potrebbe anche basarsi su Oliva.

## Onomastico
L'onomastico si può festeggiatore il 1º luglio in ricordo di sant'Oliver Plunkett, vescovo e martire a Londra. Si ricordano con questo nome anche il beato Oliviero Lefevre, sacerdote martire a Parigi, commemorato il 2 settembre, san Liberio, chiamato anche Oliviero, benedettino di Ancona, festeggiato il 27 maggio o il 3 febbraio, e santa Oliviera, vergine e martire a Chaumont, onorata anch'essa il 3 febbraio.

## Persone

Oliviero Garlini

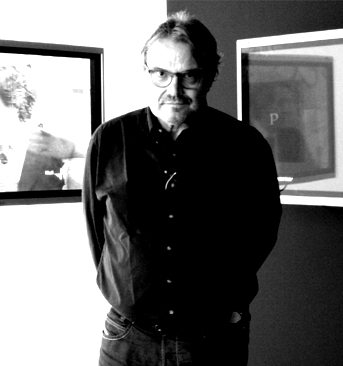
Oliviero Toscani

- Oliviero Beha, giornalista, scrittore, saggista, conduttore televisivo e conduttore radiofonico italiano
- Oliviero Belcastro, calciatore italiano
- Oliviero Carafa, cardinale e arcivescovo cattolico italiano
- Oliviero Conti, calciatore italiano
- Oliviero Corbetta, doppiatore, direttore del doppiaggio e attore italiano
- Oliviero De Fabritiis, direttore d'orchestra italiano
- Oliviero de Quintajé,  cantautore e musicista italiano
- Oliviero Diliberto, politico, giurista e docente italiano
- Oliviero Dinelli, doppiatore e attore italiano
- Oliviero Di Stefano, calciatore e allenatore di calcio italiano
- Oliviero Forzetta, collezionista d'arte italiano
- Oliviero Garlini, dirigente sportivo, allenatore di calcio e calciatore italiano
- Oliviero Gatti, incisore italiano
- Oliviero Icardi, calciatore italiano
- Oliviero Malaspina, poeta italiano
- Oliviero Mascheroni, calciatore italiano
- Oliviero Toscani,  fotografo italiano
- Oliviero Visentin, calciatore italiano
- Oliviero Vojak, calciatore italiano

### Variante Olivier
- Olivier Adam, scrittore francese
- Olivier Allinéi, cestista francese

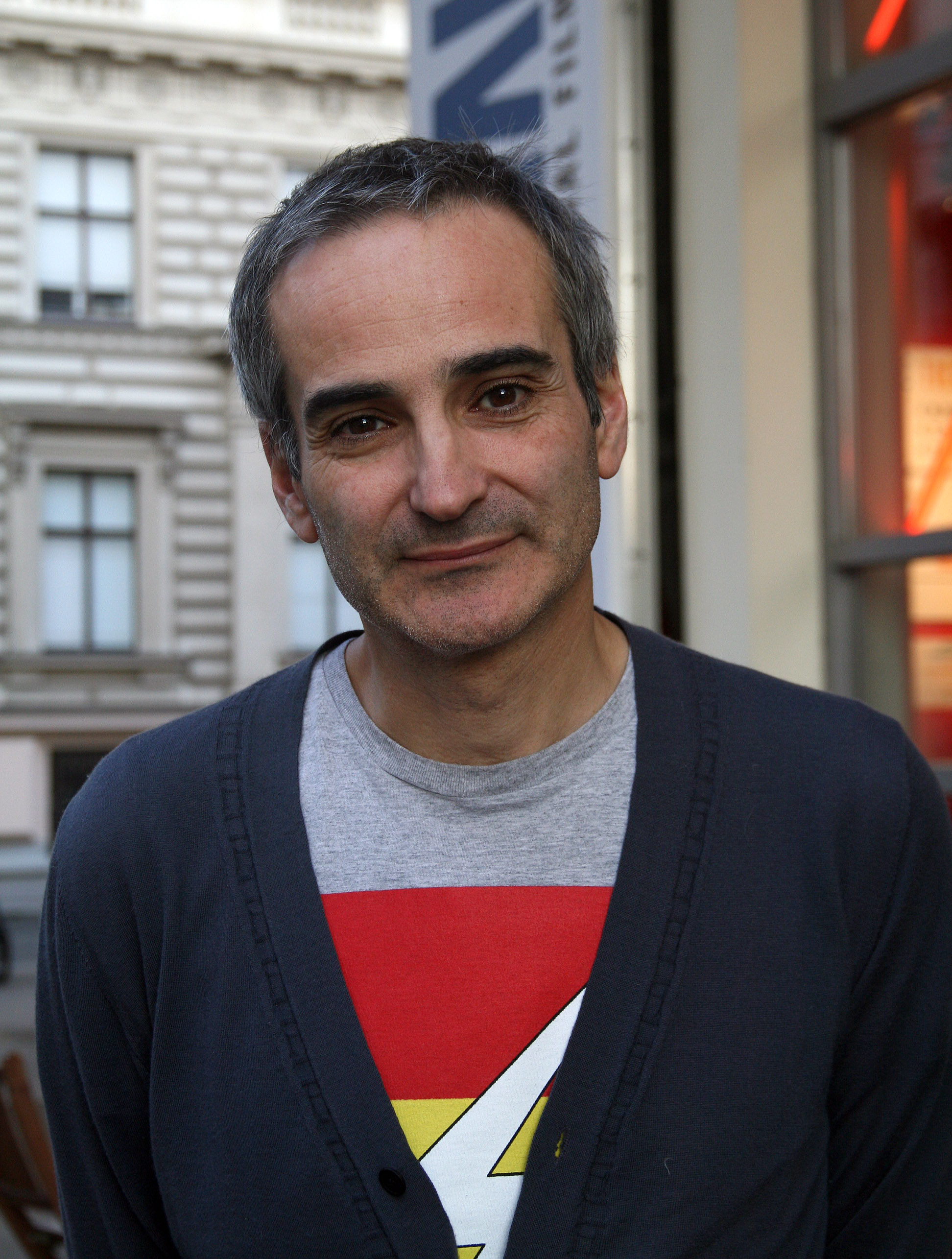
Olivier Assayas

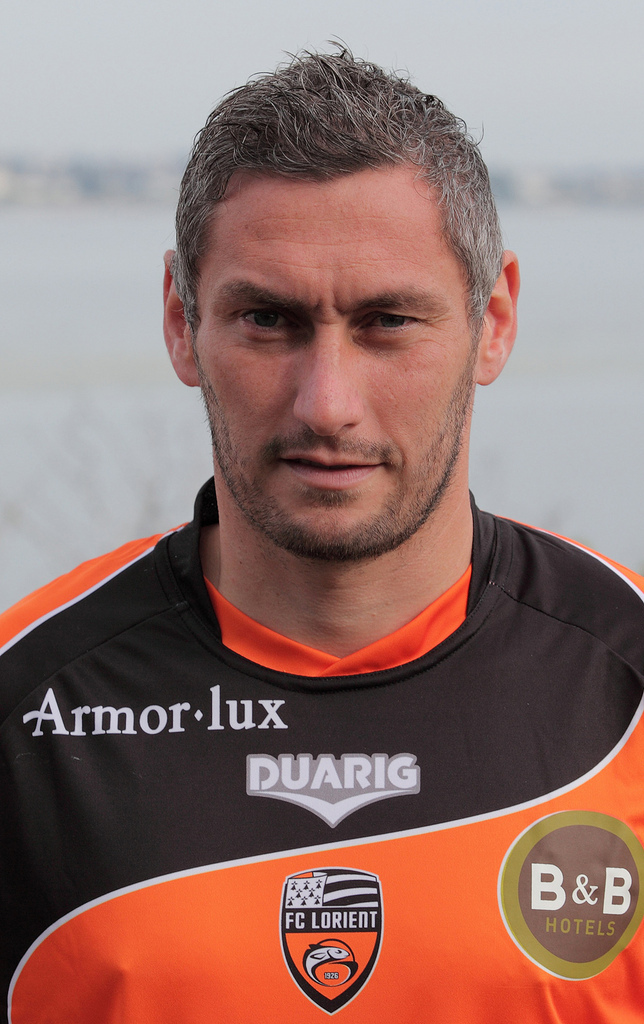
Olivier Monterrubio

- Olivier Assayas, regista, sceneggiatore e critico cinematografico francese
- Olivier Beretta, pilota automobilistico monegasco
- Olivier Besancenot, politico francese
- Olivier Blanchard, economista francese
- Olivier Chevallier, pilota motociclistico francese
- Olivier Delaître, tennista francese
- Olivier de Serres, agronomo e botanico francese
- Olivier Greif, compositore francese
- Olivier Guichard, politico francese
- Olivier Martinez, attore francese
- Olivier Messiaen, compositore, organista e ornitologo francese
- Olivier Monterrubio, calciatore francese
- Olivier N'Siabamfumu, calciatore francese
- Olivier Père, critico cinematografico e giornalista francese
- Olivier Roy,  orientalista e politologo francese
- Olivier Theyskens, stilista belga

### Variante Oliver

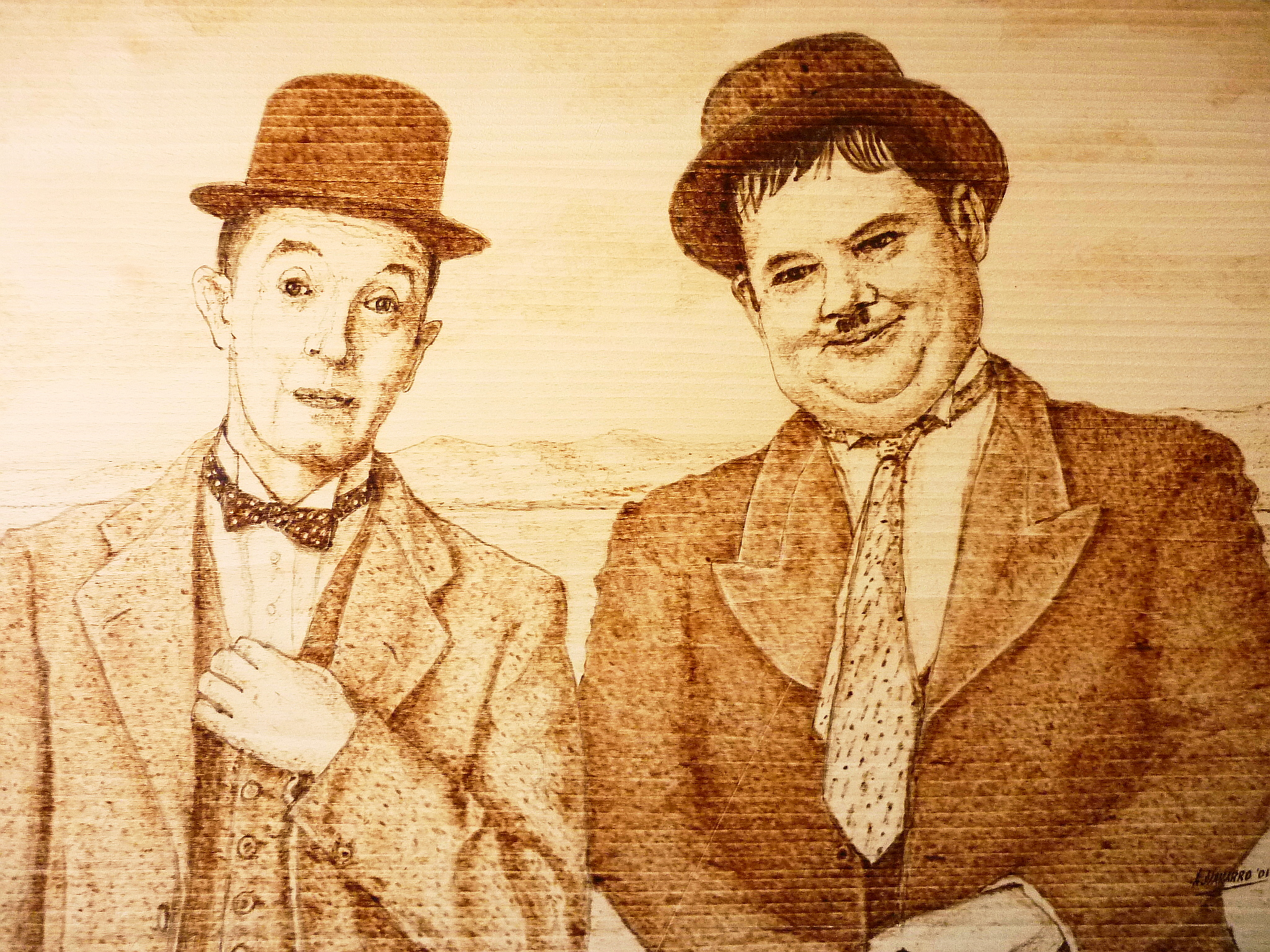
Oliver Hardy

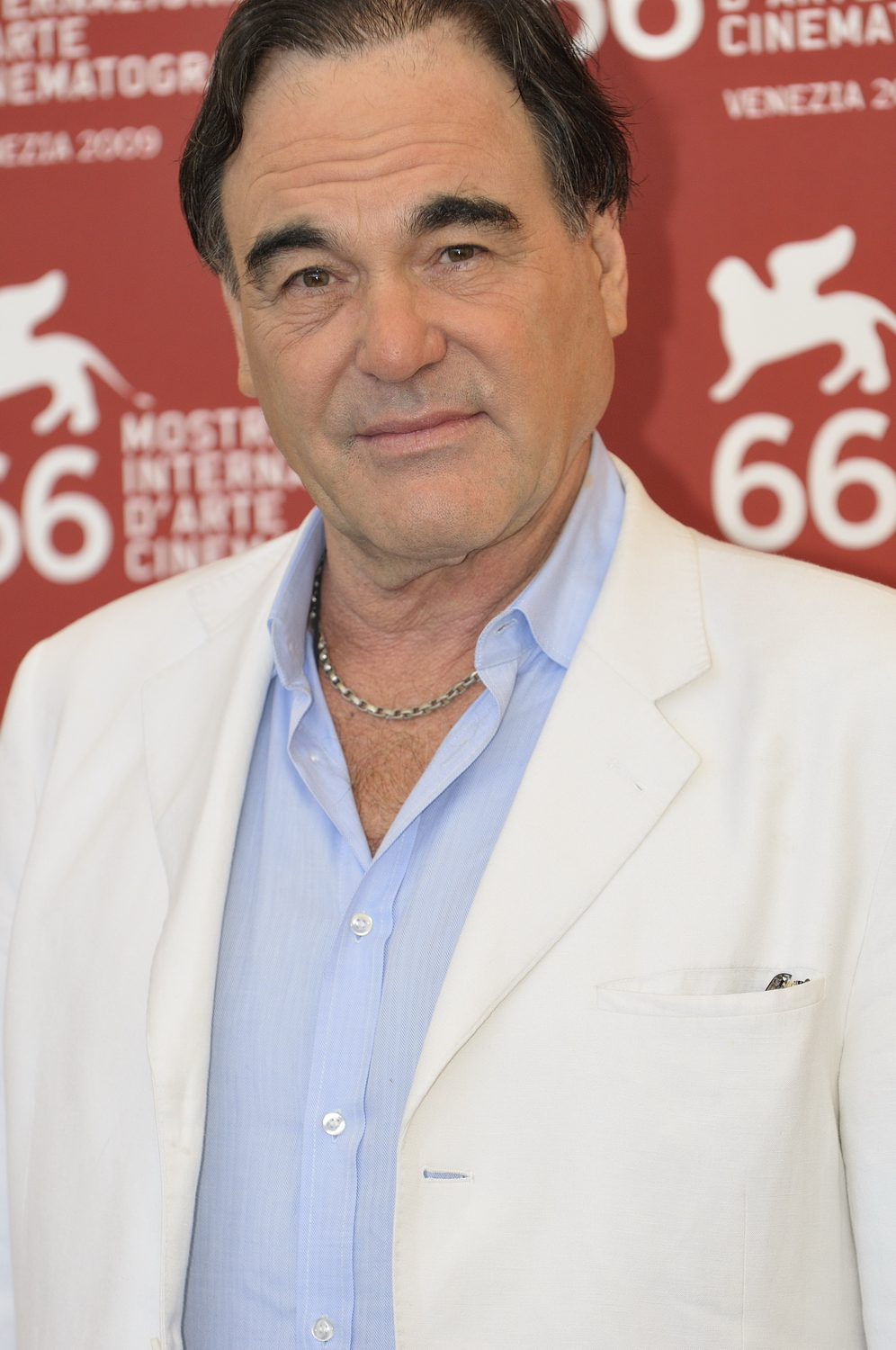
Oliver Stone

- Oliver Bierhoff, calciatore e dirigente sportivo tedesco
- Oliver Bjerrehuus, modello danese
- Oliver Cromwell, condottiero e politico inglese
- Oliver Elton, biografo e critico letterario inglese
- Oliver Grau, storico dell'arte e teorico dei media tedesco
- Oliver Hardy, attore statunitense
- Oliver Holzwarth, bassista tedesco
- Oliver Kahn, calciatore tedesco
- Oliver Konsa, calciatore estone
- Oliver Kovačević, calciatore serbo
- Oliver Norwood, calciatore britannico
- Oliver Parker, regista e sceneggiatore inglese
- Oliver Plunkett, arcivescovo cattolico e santo irlandese
- Oliver Reed, attore britannico
- Oliver Schmitz,  regista e sceneggiatore sudafricano
- Oliver Stone, regista, sceneggiatore, produttore cinematografico e attore statunitense
- Oliver Strangfeld, pentatleta tedesco

### Variante Vieri
- Vieri Arnaldo Goetzlof, calciatore, dirigente sportivo e imprenditore italiano
- Vieri de' Cerchi, politico e banchiere italiano
- Vieri de' Medici, banchiere italiano
- Vieri Luschi, fantino italiano
- Vieri Magli, calciatore italiano
- Vieri Razzini, giornalista, critico cinematografico, sceneggiatore, soggettista, produttore cinematografico e traduttore italiano
- Vieri Quilici, architetto e docente italiano

### Altre varianti maschili
- Oliverotto da Fermo, condottiero italiano
- Olivér Halassy, pallanuotista ungherese
- Viero Migliorati, pittore e disegnatore italiano
- Olivér Perge, sportivo ungherese
- Oliverio Rincón, dirigente sportivo e ciclista su strada colombiano
- Viero Vignoli, calciatore italiano

### Variante femminile Olivera
- Olivera Jevtić, atleta serba

## Il nome nelle arti
- Nella Chanson de Roland, celebre poema dell'epica cavalleresca medievale, Oliviero è un buon amico e consigliere del paladino Orlando.
- Oliver Twist è il protagonista del romanzo di Charles Dickens Le avventure di Oliver Twist, e di tutte le opere da esso derivate.